# Беренгер, Алекс
Алехандро Беренгер Ремиро (исп. Alejandro 'Álex' Berenguer Remiro; родился 4 июля 1995 года, Бараньяйн, Испания) — испанский футболист, вингер клуба «Атлетик Бильбао».

## Клубная карьера
Беренгер — воспитанник клуба «Осасуна». С 2014 года Алекс начал выступать за дублирующий состав клуба. 10 января 2015 года в матче против «Рекреативо» он дебютировал в Сегунде за основу. 30 августа в поединке против «Мирандеса» Беренгер забил свой первый гол за «Осасуну». В 2016 году Алекс помог команде выйти в элиту. 22 сентября в матче против «Эспаньола» он дебютировал в Ла Лиге. Летом 2017 года Беренгер перешёл в итальянский «Торино». Сумма трансфера составила 5,5 млн евро. 20 августа в матче против «Болоньи» он дебютировал в итальянской Серии A. 11 декабря в поединке против «Лацио» Алекс забил свой первый гол за «Торино».

## Достижения
«Атлетик Бильбао»
- Обладатель Кубка Испании: 2023/24
- Обладатель Суперкубка Испании: 2021